# روب نيومان
روب نيومان (بالإنجليزية: Rob Newman)‏ (13 ديسمبر 1963 براد اون افون المملكة المتحدة - ) هو لاعب كرة قدم بريطاني يلعب كمدافع.

## وصلات خارجية
روب نيومان على موقع قاعدة بيانات كرة القدم.إي يو (الإنجليزية)
- روب نيومان على موقع Soccerbase.com (لاعب) (الإنجليزية)
- روب نيومان على موقع عالم كرة القدم.نت (الإنجليزية)